# Uśmiech zębiczny
Uśmiech zębiczny (ang. Teeth smile) – etiuda filmowa zrealizowana w 1957 roku przez Romana Polańskiego. Trwa 87 sekund. Przedstawia mężczyznę, który przez małe okienko podgląda świadomie nagą kobietę, a później przypadkowo mężczyznę myjącego zęby. Film jest niemy.